# Souvigné-sur-Même
Souvigné-sur-Même é uma comuna francesa na região administrativa do País do Loire, no departamento de Sarthe. Estende-se por uma área de 6.5 km². Em 2010 a comuna tinha 177 habitantes (densidade: 27,2 hab./km²).